# Zdeněk Škrland
Zdeněk Škrland (* 6. Februar 1914 in Prag, Österreich-Ungarn; † 6. März 1996 ebenda) war ein tschechoslowakischer Kanute.

## Erfolge
Zdeněk Škrland erzielte seinen größten Erfolg bei seiner Teilnahme an den Olympischen Spielen 1936 in Berlin. Auf der Regattastrecke Berlin-Grünau startete er dabei gemeinsam mit Václav Mottl im Zweier-Canadier. Im Rennen über die 10.000-Meter-Distanz überquerten sie mit einer Laufzeit von 50:33,5 Minuten die Ziellinie und wurden als Erstplatzierte in dem aus fünf Booten bestehenden Teilnehmerfeld Olympiasieger. Die zweitplatzierten Kanadier Frank Saker und Harvey Charters hatten ein Rückstand von knapp 42 Sekunden, während das österreichische Duo Rupert Weinstabl und Karl Proisl weitere knapp elf Sekunden zurücklag. Seine einzige weitere internationale Medaille sicherte sich Mottl bei den Weltmeisterschaften 1938 in Vaxholm. Auf der 1000-Meter-Distanz mussten er und Václav Mottl sich Weinstabl und Poisl sowie ihren Landsmännern Bohuslav Karlík und Jan Brzák-Felix geschlagen geben. Sie gewannen somit die Bronzemedaille. Mit Karel Koníček hatte Škrland über 10 Kilometer bereits bei den Europameisterschaften in Kopenhagen Bronze gewonnen.